# Delia Nivolelli Cabernet Sauvignon
Le Delia Nivolelli Cabernet Sauvignon est un vin rouge de la région Sicile doté d'une appellation DOC depuis le 10 juin 1998. Seuls ont droit à la DOC les vins récoltés à l'intérieur de l'aire de production définie par le décret. Les vignobles autorisés se situent en province de Trapani dans les communes de Mazara del Vallo, Marsala, Petrosino et Salemi.

## Caractéristiques organoleptiques
- couleur : rouge rubis intense tendant au rouge orange avec le vieillissement
- odeur : caractéristique, agréable, intense, légèrement épicé
- saveur : sec, plein, harmonique, légèrement tannique

Le Delia Nivolelli Cabernet Sauvignon se déguste à une température de 15 à 17 °C C et il se gardera 2  – 4 ans.

## Production
Province, saison, volume en hectolitres :
- pas de données disponibles